# Amphinemura paraluteipes
Amphinemura paraluteipes är en bäcksländeart som beskrevs av Aubert 1967. Amphinemura paraluteipes ingår i släktet Amphinemura och familjen kryssbäcksländor. Inga underarter finns listade i Catalogue of Life.